# إدوارد كريسي
السير إدوارد شبرد كريسي (بالإنجليزية: Edward Shepherd Creasy)‏ (1812-1878) مؤرخ بريطاني، عمل محاميا وأستاذ بجامعة لندن، اشتهر اسمه لتأليفه كتاب (15 معركة فاصلة في تاريخ العالم) عام 1851، منح لقب فارس عام 1860 وتولى منصب كبير في القضاء في سيلان.